# Ben Granfelt

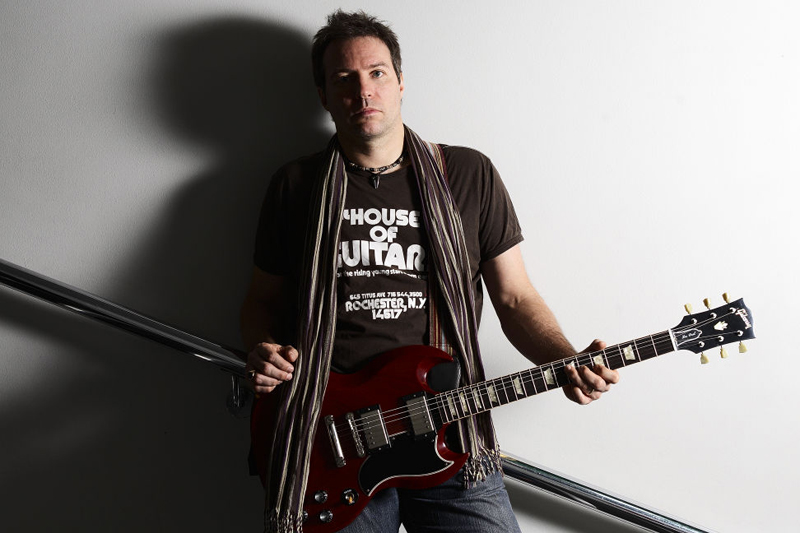
Ben Granfelt

Ben Granfelt är en finlandssvensk gitarrist och låtskrivare. Han har skapat en respektabel internationell karriär med sitt bluesrockband Ben Granfelt Band, men är kanske mest känd som medlem av Leningrad Cowboys och Wishbone Ash. Sedan 2004 koncentrerar han sig igen på sin solokarriär.

## Karriären
Gitarrvirtuosen Granfelt började sin karriär i hårdrockbandet Gringos Locos år 1986 tillsammans med bl.a. sin mentor Muddy Manninen. Locos gav ut tre skivor och satsade hårt på att skapa en karriär utomlands, ett projekt som inte riktigt fungerade på väntat sätt. Efter det inledde han en karriär i två olika band, Guitar Slingers, som spelade rak, enkel hårdrock, och det berömda teatraliska storbandet Leningrad Cowboys. Han skrev det mesta av Leningrad Cowboys egna material. Bandet turnerade runt hela världen och blev speciellt kända för sina konserter tillsammans med röda arméns kör och för sitt uppträdande på MTV Music Awards i New York 1994. 
Guitar Slingers upplöstes år 1999 och Granfelt lämnade Leningrad Cowboys 1998.
År 1993 bildade Granfelt sitt eget band, Ben Granfelt Band, som spelar bluesig hårdrock med och utan sång. Granfelt är i dag en av världens mest uppskattade uppförare av instrumental rock. Ben Granfelt Band turnerade ute i Europa som uppvärmare för många olika band, bland annat brittiska Wishbone Ash. Medlemmarna i Wishbone Ash var så imponerade av Granfelt att de bad honom ansluta sig till gruppen år 2001. Den dåvarande uppsättningen fick mycket mediepublicitet och ansågs allmänt vara den musikaliskt mest imponerande uppställningen sedan bandets storhetstid på 1970-talet. Speciellt mycket beröm fick Granfelt, som spelade in ett album och medverkade på två DVD-filmer med bandet. År 2004 fann han ändå att stressen i ett storband blev för mycket och hoppade av för att koncentrera sig på sitt eget band. Han ersattes lite överraskande av sin gamla mentor Muddy Manninen.
Ben Granfelt Band har sedan Granfelts sejour med Wishbone Ash fått en del medial uppmärksamhet och har turnerat med Deep Purple, Lynyrd Skynyrd, Thin Lizzy och Wishbone Ash.

## Granfelts band
- Gringos Locos
- Guitar Slingers
- Leningrad Cowboys
- Ben Granfelt Band
- Wishbone Ash
- Los Bastardos Finlandeses

## Diskografi
- Gringos Lococs (Gringos Locos, 1987)
- Punch Drunk (Gringos Locos, 1989)
- Raw Deal (Gringos Locos, 1991)
- We Cum From Brooklyn (Leningrad Cowboys, 1992)
- The Helsinki Concert (Lenigrad Cowboys, 1993)
- Live In Prowinzz (Leningrad Cowboys, 1993)
- Happy Together (Leningrad Cowboys, 1994)
- Guitar Slingers (Guitar Slingers, 1994)
- The Truth (Ben Granfelt Band, 1994)
- Go Space (Leningrad Cowboys, 1996)
- Song And Dance (Guitar Slingers, 1996)
- Radio Friendly (Ben Granfelt Band, 1996)
- LIVE (Ben Granfelt Band, 1997
- That Little Something (Guitar Slingers, 1998)
- Guitar Slingers (2xcd-box) (Guitar Slingers, 1998)
- E.G.O. (Ben Granfelt Band, 1999). Den första Ben Granfelt Band cd:n med sång.
- All I Want To Be (Ben Granfelt Band, 2001)
- Bonafide (Wishbone Ash, 2002)
- Live In London And Beyond (Wishbone Ash, 2003)
- The Past Experience 1994-2004 (Ben Granfelt Band, 2004)
- Phoenix Rising (Wishbone Ash, 2004)
- Live Experience (Solo, 2006)
- The Sum of Memories (Ben Granfelt Band, 2007)
- Notes from the Road (Ben Granfelt Band, 2007)
- Kaleidoscope (Ben Granfelt Band, 2009)
- Saved By Rock'n'Roll (Los Bastardos Finlandeses, 2011)
- Melodic Relief (Ben Granfelt, 2012)